# Daniel Coursey
Daniel Coursey (Savannah, 11 maggio 1992) è un ex cestista statunitense.